# AmpliFIND
AmpliFIND — послуга акустичних відбитків пальців та набір для розробки програмного забезпечення, розроблений американською компанією MusicIP.
MusicIP вперше продав свій алгоритм відбитків пальців та послугу як MusicDNS. У 2006 році MusicIP повідомив, що база даних MusicDNS містить понад 22 мільйони відбитків пальців цифрових аудіозаписів. Одним з їх замовників була MetaBrainz Foundation, некомерційна компанія, яка використовувала MusicDNS у своїх програмних продуктах MusicBrainz та MusicBrainz Picard. 
Незважаючи на це, MusicIP розчинився у 2008 році. Генеральний директор компанії Ендрю Стесс придбав права на MusicDNS, перейменував програмне забезпечення на AmpliFIND і заснував нову компанію під назвою AmpliFIND Music Services.  У 2011 році Stess продала AmpliFIND компанії Sony, яка включила її в цифрові музичні послуги свого підрозділу Gracenote.  Згодом Tribune Media придбала Gracenote, включаючи програмне забезпечення MusicDNS.

## Як MusicDNS ідентифікує запис
Для користування послугою MusicDNS розробники програмного забезпечення пишуть комп'ютерну програму, яка включає бібліотеку програмного забезпечення з відкритим кодом під назвою LibOFA. Ця бібліотека реалізує архітектуру відкритих відбитків пальців,  специфікацію, розроблену протягом 2000–2005 років попереднім втіленням MusicIP, Predixis Corporation.
За допомогою LibOFA програма може знімати відбитки пальців на записі та надсилати відбитки до MusicDNS через Інтернет. MusicDNS намагається зіставити подання з відбитками пальців у своїй базі даних. Якщо служба MusicDNS знаходить приблизний збіг, вона повертає код, який називається PUID (портативний унікальний ідентифікатор). Цей код не містить жодної акустичної інформації; швидше, це дозволяє комп’ютерній програмі отримувати ідентифікаційну інформацію (таку як назва пісні та виконавець запису) з бази даних MusicDNS. Код PUID — це короткий, буквено-цифровий рядок, заснований на універсально унікальному стандарті ідентифікатора.
Вихідний код LibOFA поширюється за подвійною ліцензією: Загальна публічна ліцензія GNU та Адаптивна публічна ліцензія. Програмне забезпечення MusicDNS, яке робить відбитки пальців, є власним.